# Порог (Архангельська область)
Порог (рос. Порог) — село в Онезькому районі Архангельської області Російської Федерації.
Населення становить 564 особи. Входить до складу муніципального утворення Порозьке поселення.

## Історія
Від 2004 року входить до складу муніципального утворення Порозьке поселення.

## Населення
| 2002 | 2010 | 2012 |
| ---- | ---- | ---- |
| 487  | ↗532 | ↗564 |